# Гематидроз

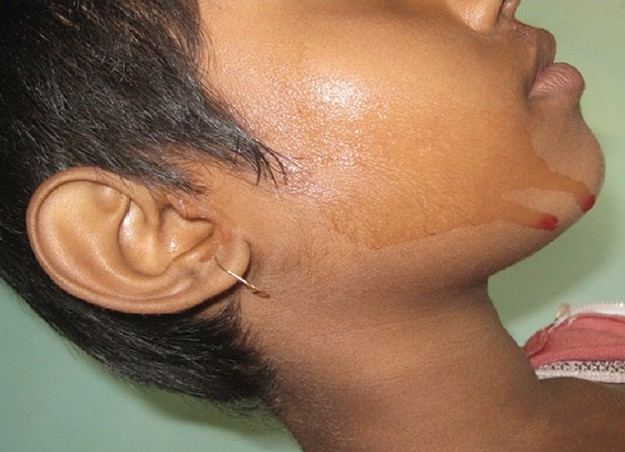
«Кровавый пот», вызванный гематогидрозом

Гематидроз (также гематогидроз, от греч. αίματα, αίμα, «кровь», и ιδρώς, «пот»; синонимы — гемидроз, кровавый пот, или «библейский» кровавый пот) — симптом трофического поражения стенки сосудов, патологическое состояние, при котором пот смешивается и просачивается на неповрежденные участки кожи в виде жидкости розового или красного цвета. Наблюдается при сильном психологическом напряжении, страхе, некоторых диэнцефальных расстройствах, прогрессивном параличе.

## Исторические упоминания
Гематидроз — давно известная, очень редкая патология.
Несколько исторических сведений о гематидрозе были описаны Леонардо да Винчи. Последний описывал некоего солдата, который обливался кровью перед боем, а также мужчин, ожидающих смертный приговор.
По свидетельству Генриха Манна и Александра Дюма король Франции Карл IX Валуа в периоды психического напряжения и страха покрывался кровавым потом.
К настоящему времени опубликовано не более 30 наблюдений.

## Упоминания в Евангелии
Упоминание о кровавом поте имеется в Евангелии от Луки (I век н. э.), в том фрагменте, где евангелист Лука описывает Иисуса, молящегося в Гефсиманском саду:
И, находясь в борении, прилежнее молился, и был пот Его, как капли крови, падающие на землю.(Лк. 22:44)
Капли крови на лбу Иисуса описаны только в Евангелии от Луки (в трёх других канонических евангелиях капли кровавого пота на теле Христа во время Гефсиманского моления указаны не были). Упоминание кровавых капель именно Лукой связано с тем, что данный евангелист был профессиональным врачом (Кол. 4:14), возможно, судовым доктором. В некоторых древнейших манускриптах этот фрагмент отсутствует, что дало некоторым исследователям основание считать его позднейшей вставкой, призванной побороть ересь докетизма.

## Этиология
Сильное психологическое напряжение, страх, диэнцефальные нарушения, инфекционные осложнения, физические и психические травмы, истерия и др. Кровавый пот отмечен также у женщин с дисменореей в предменструальном периоде.

## Патогенез
Кровавый пот образуется из-за перемешивания пота с эритроцитами. Последние проникают в потовые протоки путём диапедеза из кровеносных капилляров, окутывающих потовые железы. Изменения стенок сосудов, приводящие к повышению их проницаемости, могут быть вызваны некоторыми химическими веществами, являющимися медиаторами. Очевидна нейрогуморальная связь между нервной и гуморальной системой человеческого организма.

## Клинические проявления
По Л. Броку[кто?] в этом клиническом феномене могут быть два явления. Либо пот, содержащий кровь, либо кровь, просачивающаяся через внешне неповрежденную кожу, без выделений пота. В обоих случаях нельзя обнаружить патологическое отверстие, через которое кровь просачивается. Длится данное явление несколько минут или часов, иногда возникает повторно. Локализация может быть симметричная и односторонняя — на кончиках пальцев, лбу, крыльях носа, венах груди, внутренней поверхности бедер.